# Luce Joseph Hooke
Luke Joseph Hooke, né en 1714 à Corballis et mort le 23 germinal an IV (12 avril 1796) à Saint-Cloud, est un théologien et bibliothécaire irlandais.

## Biographie
Empêché par les lois pénales britanniques, retirant tout pouvoir à la majorité catholique d’Irlande, de recevoir une éducation catholique dans son pays, Hooke a été amené jeune en France par son père, l’historien Nathaniel Hooke.
À l’issue de ses études au séminaire parisien de Saint-Nicolas du Chardonnet, il est reçu docteur de Sorbonne et, peu de temps après, nommé professeur de théologie. En 1751, présidant la thèse controversée de l’abbé de Prades reprenant fidèlement la théorie sensualiste du Discours préliminaire de l’Encyclopédie dont il était le collaborateur, Hooke, trop confiant, a signé, à la suite de vives sollicitations, sans examen et presque sans la lire cette thèse immense, trois fois plus étendue que ne l’étaient les actes théologiques du même genre.
Les directeurs de thèse qui dirigent des thèses sans en lire une ligne s’attirent d’ordinaire moins d’ennuis que l’abbé Hooke qui, bien qu’il se soit hâté d’en demander lui-même la condamnation, n’a pas empêcher le cardinal de Tencin de faire déclarer sa chaire vacante, le 3 mai 1752, et de l’obliger à quitter la Sorbonne. En dépit de la grâce accordée en 1754, par Benoît XIV à l’abbé de Prades, Hooke, ayant fait appel au cardinal et au secrétaire papal, n’a obtenu que le rappel de la décision cardinalice, bien que Louis XV lui ait accordé une pension et que La Sorbonne l’a soutenu et l’a placé au nombre des censeurs del’Émile ou De l'éducation de Jean-Jacques Rousseau.
La thèse à scandale de l’abbé de Prades devait lui coller à la peau comme une tunique de Nessus, car, en dépit d'une pension accordée par le roi Louis XV, ses confrères, ayant réclamé contre une mesure trop rigoureuse, ont certes réussi à en obtenir la révocation, et le parlement de Paris a rendu en 1762 un arrêt le maintenant dans l’exercice du professorat dont il avait été exclus une décennie auparavant mais, mécontent de cet arrêt, l’archevêque de Beaumont interdit aux jeunes séminaristes de suivre ses cours de théologie, sous peine d’être exclus du séminaire.
L’inflexibilité de Mgr de Beaumont a déterminé Hooke à lui adresser, en 1763, une lettre de 16 pages, dans la quelle il lui expose, avec force et décence, que l’interdiction dont il se trouve frappé, est une calomnie sans exemple que rien ne pouvait justifier. Cette Lettre de 72 pages in-12 accompagnée de pièces justificatives, sont en grande partie, les mêmes qui avaient paru, précédemment dans une brochure in-4º en latin, publiée dès 1754, à la suite de l’extrait des conclusions de la faculté de théologie sur la thèse de l’abbé de Prades, et contenant la déclaration de ses sentiments sur les points principaux censurés dans cette thèse, la suite de l’extrait des conclusions de la faculté de théologie sur cette affaire.
Se considérant comme « un représentant du catholicisme des Lumières », Hooke proposait que les lois soient conçues de manière à permettre aux gens de se conformer, de leur plein gré, aux droits naturels ordonnés par Dieu. En cela, la politique juste et la vraie foi sont une seule et même chose. De telles vues ne pouvaient manquer de lui aliéner l’adversaire des Encyclopédistes. Fatigué de lutter contre des adversaires trop puissants, Hooke finit par renoncer à sa chaire de théologie et enseigner l’hébreu. Les théologiens ont fait beaucoup de cas de ses Principes de la religion naturelle, révélée et catholique, réédité par Dom John Brewer (en) en 1774. Il a été le traducteur et l’éditeur des Discours et Réflexions critiques… de son père. On lui doit encore l’édition des Mémoires du maréchal de Berwick, publiée en 1778, avec des notes.
Conservateur de la bibliothèque Mazarine de 1778 à 1791, il a été remplacé, après son refus de prêter serment à la constitution civile du clergé, lors de la Révolution française, par l’abbé Leblond, non sans avoir refusé de remettre les clefs.
Irrémédiablement exclus de la vie publique, âgé de 75 ans, il est allé terminer ses jours à Saint-Cloud.

## Principaux ouvrages
- Religionis naturalis et revelatæ principia, Paris, 1752, 2 vol. in-8º.
- Lettre à Mgr. l'Archevêque de Paris, Paris, 1763.
- Religionis naturalis, revelatæ et catholicæ principia, in usum Academiæ javentutis, 2e éd., augmentée et améliorée Paris, Breton, 1774, 3 vol. in-8º.
- Principes sur la nature et l'essence du pouvoir de l'église, Paris, 1791.

### Traductions
- Nathaniel Hooke, Discours et réflexions critiques sur l'histoire et le gouvernement de l'ancienne Rome, Paris, 1770-84.
- Mémoires du Maréchal de Berwick, Paris, 1778, 2 vol. in-12.